# Partille Cup
De Partille Cup is een groot handbaltoernooi dat plaatsvindt in Göteborg, Zweden. Het toernooi duurt 5 tot 6 dagen.
Het toernooi bestaat sinds 1963. In het eerste jaar werd het georganiseerd door de Zweedse handbalvereniging IK Savehof uit het dorp Partille. Zodoende is de naam Partille Cup bedacht. Omdat er tegenwoordig echter ongeveer 800 teams uit 40 landen aan het toernooi deelnemen, moest het toernooi worden verhuisd van Partille naar Göteborg.
Het grootste deel van het toernooi wordt gespeeld op open velden, op natuurlijk en kunstgras. De meeste velden liggen in het centrum van de stad, een enkeling tussen de rand van de stad en het centrum in. De openingsceremonie wordt gehouden in het Scandinavium.
De deelnemers logeren in hotels en scholen in en rondom Göteborg. 

## Teamcategorieën
Per leeftijdscategorie zijn de teams ook nog op geslacht gescheiden. Het betreft hier dus bijvoorbeeld een categorie voor jongens van 21 jaar of ouder en een categorie voor meisjes van 21 jaar en ouder.
- 21+
- 18+
- 16+
- 15+
- 14+
- 13+
- 12+
- 11+
- 10+